# Улицкая, Ольга Петровна
Ольга Петровна Улицкая (1 июля 1902, Одесса — 23 декабря 1978, Кишинёв) —  молдавский советский режиссёр кино и дубляжа, сценарист. Заслуженный работник культуры Молдавской ССР (1969).

## Биография
Родилась в Одессе в семье портного, запасного закройщика старшего разряда 22-го драгунского Астраханского генерал-фельдмаршала Великого князя Николая Николаевича полка Петра Улицкого (1866—1942), впоследствии хозяина ателье по пошиву одежды. Окончила Одесский кинотехникум (1929) и Институт народного образования.
Дебютировала помощницей режиссёра и второстепенной ролью в картине «Мельница на опушке» (1927). Работала ассистентом режиссёра Александра Осиповича Гавронского (за которого вышла замуж) на картинах «Хромоножка» («Забыть нельзя», «Илька-хромоножка»; 1930, Белгоскино), «Настоящая жизнь» («Поступок комсомолки Веры», «Личная жизнь»; 1930, Белгоскино) и на первой звуковой ленте Киевской киностудии — «Любовь» (1933, Украинфильм). После ареста и высылки мужа в 1934 году последовала за ним в ссылку; в связи с его повторным арестом вернулась в 1937 году в Москву. Работала на киностудии в Алма-Ате. Автор сценария мультипликационных фильмов «Дед Иван» («Как дед Иван смерть прогнал», 1939) и «Лиса, заяц и петух» (1942).
С 1948 года — режиссёр Молдавского отдела кинохроники Черноморской кинофабрики в Одессе, с 1952 года — режиссёр Кишинёвской киностудии хроникально-документальных фильмов. Была дружна с поэтессой Еленой Благининой.
С 1957 года и до конца жизни работала на киностудии «Молдова-филм». Была режиссёром дубляжа около семидесяти полнометражных художественных картин, занималась кинохроникой. В 1958 году совместно с режиссёрами Михаилом Каликом и Борисом Рыцаревым поставила на киностудии «Молдова-филм» первую художественную картину — фильм-балладу на историческую тему «Атаман Кодр». В 1962 году — короткометражную ленту по собственному сценарию «Горькое лекарство». После этого занималась документальным и научно-популярным кино.

## Фильмография

### Актёрские работы
- 1927 — «Мельница на опушке» — молодая крестьянка

### Режиссёрские работы
- 1930 — «Настоящая жизнь» (ассистент режиссёра)
- 1930 — «Хромоножка» (ассистент режиссёра)
- 1933 — «Любовь» (ассистент режиссёра)
- 1958 — «Атаман Кодр» (совместно с Михаилом Каликом и Борисом Рыцаревым)
- 1962 — «Горькое лекарство» (короткометражка)

### Режиссёр дубляжа
- 1938 — «В старом Чикаго» / In Old Chicago (дубляж 1943 года)

### Сценарные работы
- 1939 — «Дед Иван» (мультфильм)
- 1942 — «Лиса, заяц и петух» (мультфильм)
- 1962 — «Горькое лекарство» (короткометражка)

### Документальное кино
- 1950 — «Равная среди равных» (Одесская киностудия)
- 1955 — «Памятник боевой славы»
- 1957 — «Наша Молдова»
- 1963 — «Рядом с нами»
- 1964 — «Сорок шагов в будущее»
- 1965 — «Топ-топ»
- 1966 — «Найти виновного»
- 1967 — «Молчаливые камни»
- 1969 — «Здравствуй, малыш!»
- 1969 — «Не только оружием»
- 1970 — «Наш отец болен»
- 1970 — «Иона Якир»
- 1971 — «Быть женщиной»
- 1971 — «Помните нас, ребята»
- 1972 — «Партийный курьер»
- 1973 — «В поисках потерянного времени»
- 1974 — «Нас жизнь зовёт»
- 1974 — «С праздником тебя, Молдова!»
- 1975 — «Вам, женщины!»
- 1975 — «Ты в сердце моём, комсомол!»
- 1976 — «Интернационалисты»
- 1977 — «Рабочая гарантия»
- 1978 — «Во имя человека»

## Награды и звания
- Медаль «За трудовую доблесть» (8 июня 1960 года) — за выдающиеся заслуги в развитии молдавского искусства и литературы и в связи с декадой молдавского искусства и литературы в гор. Москве[5].
- Заслуженный работник культуры Молдавской ССР (1969).